# Åsagölen, Östergötland
Åsagölen är en sjö i Mjölby kommun i Östergötland och ingår i Motala ströms huvudavrinningsområde.